# Calodia grandis
Calodia grandis är en insektsart som beskrevs av Nielson 1991. Calodia grandis ingår i släktet Calodia och familjen dvärgstritar. Inga underarter finns listade i Catalogue of Life.